# مباي باجي
مباي باجي (بالفرنسية: Mbaye Badji)‏ مواليد 25 فبراير 1976 في السنغال، هو لاعب كرة قدم سنغالي دولي سابق كان يلعب كلاعب وسط. سبق له أن لعب في كأس العالم لكرة القدم مع منتخب بلاده.

## روابط خارجية
- مباي باجي على موقع اتحاد تركيا (لاعب) (الإنجليزية)
- مباي باجي على موقع ناشيونال فوتبول تيمز (الإنجليزية)